# Équipe d'Égypte de beach soccer
L'équipe d'Égypte de beach soccer est une sélection qui réunit les meilleurs joueurs égyptiens dans cette discipline.

## Palmarès
- Coupe d'Afrique des nations
  - Finaliste en 2022
  - Troisième en 2006, 2011, 2016 et 2018
- Coupe Arabe
  - Champion en 2014[1] et 2023[2]
  - Troisième en 2008
- Championnat COSAFA
  - Finaliste en 2022[3]

## parcours en compétition internationale

### Coupe du monde
| Coupe du monde de beach soccer | Coupe du monde de beach soccer | Coupe du monde de beach soccer | Coupe du monde de beach soccer | Coupe du monde de beach soccer | Coupe du monde de beach soccer | Coupe du monde de beach soccer | Coupe du monde de beach soccer | Coupe du monde de beach soccer |
| Année                          | Résultat                       | Class.                         | J                              | G                              | N                              | P                              | Bp                             | Bc                             |
| ------------------------------ | ------------------------------ | ------------------------------ | ------------------------------ | ------------------------------ | ------------------------------ | ------------------------------ | ------------------------------ | ------------------------------ |
| 2006                           | Non qualifié                   | Non qualifié                   | Non qualifié                   | Non qualifié                   | Non qualifié                   | Non qualifié                   | Non qualifié                   | Non qualifié                   |
| 2007                           | Non qualifié                   | Non qualifié                   | Non qualifié                   | Non qualifié                   | Non qualifié                   | Non qualifié                   | Non qualifié                   | Non qualifié                   |
| 2008                           | Non qualifié                   | Non qualifié                   | Non qualifié                   | Non qualifié                   | Non qualifié                   | Non qualifié                   | Non qualifié                   | Non qualifié                   |
| 2009                           | Non qualifié                   | Non qualifié                   | Non qualifié                   | Non qualifié                   | Non qualifié                   | Non qualifié                   | Non qualifié                   | Non qualifié                   |
| 2011                           | Non qualifié                   | Non qualifié                   | Non qualifié                   | Non qualifié                   | Non qualifié                   | Non qualifié                   | Non qualifié                   | Non qualifié                   |
| 2013                           | Non qualifié                   | Non qualifié                   | Non qualifié                   | Non qualifié                   | Non qualifié                   | Non qualifié                   | Non qualifié                   | Non qualifié                   |
| 2015                           | Non qualifié                   | Non qualifié                   | Non qualifié                   | Non qualifié                   | Non qualifié                   | Non qualifié                   | Non qualifié                   | Non qualifié                   |
| 2017                           | Non qualifié                   | Non qualifié                   | Non qualifié                   | Non qualifié                   | Non qualifié                   | Non qualifié                   | Non qualifié                   | Non qualifié                   |
| 2019                           | Non qualifié                   | Non qualifié                   | Non qualifié                   | Non qualifié                   | Non qualifié                   | Non qualifié                   | Non qualifié                   | Non qualifié                   |
| 2021                           | Non qualifié                   | Non qualifié                   | Non qualifié                   | Non qualifié                   | Non qualifié                   | Non qualifié                   | Non qualifié                   | Non qualifié                   |
| 2023                           | Non qualifié                   | Non qualifié                   | Non qualifié                   | Non qualifié                   | Non qualifié                   | Non qualifié                   | Non qualifié                   | Non qualifié                   |
| 2024                           | Phase de groupe                |                                | 3                              | 0                              | 1                              | 2                              | 8                              | 12                             |
| 2025                           | Non qualifié                   | Non qualifié                   | Non qualifié                   | Non qualifié                   | Non qualifié                   | Non qualifié                   | Non qualifié                   | Non qualifié                   |
| Total                          | 1er Tour                       | 0/1                            | 3                              | 0                              | 1                              | 2                              | 8                              | 12                             |

### Coupe d'Afrique
| Coupe d'Afrique des nations de beach soccer | Coupe d'Afrique des nations de beach soccer | Coupe d'Afrique des nations de beach soccer | Coupe d'Afrique des nations de beach soccer | Coupe d'Afrique des nations de beach soccer | Coupe d'Afrique des nations de beach soccer | Coupe d'Afrique des nations de beach soccer | Coupe d'Afrique des nations de beach soccer | Coupe d'Afrique des nations de beach soccer |
| Année                                       | Résultat                                    | Class.                                      | J                                           | G                                           | N                                           | P                                           | Bp                                          | Bc                                          |
| ------------------------------------------- | ------------------------------------------- | ------------------------------------------- | ------------------------------------------- | ------------------------------------------- | ------------------------------------------- | ------------------------------------------- | ------------------------------------------- | ------------------------------------------- |
| 2006                                        | Troisième                                   | 3e                                          | 4                                           | 2                                           | 1                                           | 1                                           | 19                                          | 12                                          |
| 2007                                        | Phase de groupe                             | 5e                                          | 4                                           | 2                                           | 0                                           | 2                                           | 16                                          | 22                                          |
| 2008                                        | Demi-final                                  | 4e                                          | 5                                           | 1                                           | 1                                           | 3                                           | 26                                          | 17                                          |
| 2009                                        | Demi-final                                  | 4e                                          | 4                                           | 1                                           | 1                                           | 2                                           | 29                                          | 21                                          |
| 2011                                        | Troisième                                   | 3e                                          | 4                                           | 2                                           | 1                                           | 1                                           | 15                                          | 9                                           |
| 2013                                        | Phase de groupe                             | 6e                                          | 3                                           | 1                                           | 0                                           | 2                                           | 13                                          | 15                                          |
| 2015                                        | Phase de groupe                             | 6e                                          | 5                                           | 2                                           | 0                                           | 3                                           | 16                                          | 17                                          |
| 2016                                        | Troisième                                   | 3e                                          | 5                                           | 3                                           | 0                                           | 1                                           | 17                                          | 15                                          |
| 2018                                        | Troisième                                   | 3e                                          | 5                                           | 4                                           | 0                                           | 1                                           | 29                                          | 15                                          |
| 2021                                        | Phase de groupe                             | 5e                                          | 4                                           | 2                                           | 0                                           | 2                                           | 24                                          | 15                                          |
| 2022                                        | Finaliste                                   | 2e                                          | 5                                           | 2                                           | 2                                           | 1                                           | 21                                          | 18                                          |
| 2024                                        | Demi-final                                  | 4e                                          | 5                                           | 3                                           | 0                                           | 2                                           | 24                                          | 12                                          |
| Total                                       | Finaliste                                   | 0/12                                        | 53                                          | 25                                          | 6                                           | 21                                          | 249                                         | 188                                         |

### Coupe Arabe
| Coupe Arabe de Beach-soccer | Coupe Arabe de Beach-soccer | Coupe Arabe de Beach-soccer | Coupe Arabe de Beach-soccer | Coupe Arabe de Beach-soccer | Coupe Arabe de Beach-soccer | Coupe Arabe de Beach-soccer | Coupe Arabe de Beach-soccer | Coupe Arabe de Beach-soccer |
| Année                       | Résultat                    | Class.                      | J                           | G                           | N                           | P                           | Bp                          | Bc                          |
| --------------------------- | --------------------------- | --------------------------- | --------------------------- | --------------------------- | --------------------------- | --------------------------- | --------------------------- | --------------------------- |
| 2008                        | Troisième                   | 3e                          |                             |                             |                             |                             |                             |                             |
| 2010                        | Demi-final                  | 4e                          |                             |                             |                             |                             |                             |                             |
| 2014                        | Champion                    | 1er                         |                             |                             |                             |                             |                             |                             |
| 2023 (en)                   | Champion                    | 1er                         | 6                           | 6                           | 0                           | 0                           | 30                          | 16                          |
| Total                       | Phase de groupe             | 0/1                         |                             |                             |                             |                             |                             |                             |